# 中島三栖雄
中島 三栖雄（なかじま みすお、1889年（明治22年）2月19日 - 1983年（昭和58年）2月3日）は、大日本帝国陸軍軍人。最終階級は陸軍少将。

## 経歴
広島県出身。1907年（明治40年）5月31日に陸軍中央幼年学校本科を卒業。1909年（明治42年）5月27日に陸軍士官学校（21期）を卒業し、同年12月25日に工兵少尉に任ぜられ、工兵第五大隊付となる。1912年（明治44年）11月27日に陸軍砲工学校（18期）高等科を卒業し、1913年（大正2年）2月3日に工兵中尉に昇進。
1918年（大正7年）12月17日に工兵大尉に昇進し工兵第五大隊中隊長に補される。1925年（大正14年）5月1日工兵少佐に昇進後、陸軍砲工学校教官、築城部横須賀支部部員等を経て、1931年（昭和6年）8月1日工兵中佐に昇進。その後、陸地測量部班長等を経て、1934年（昭和9年）4月16日に陸地測量部地形科長に就任し、1936年（昭和11年）3月7日に工兵大佐に昇進した。
その後、工兵第三連隊長等を経て、1939年（昭和14年）3月9日に陸軍少将に昇進し陸地測量部長に就任。更に第十一工兵司令官を歴任した。
1947年（昭和22年）11月28日、公職追放仮指定を受けた。

## 栄典
- 1910年（明治43年）2月21日 - 正八位[13]
- 1913年（大正2年）4月21日 - 従七位[14]
- 1918年（大正7年）5月20日 - 正七位[15]
- 1920年（大正9年）
  - 7月31日 - 勲六等瑞宝章[16]
  - 11月1日 - 功五級金鵄勲章・勲五等双光旭日章・大正三年乃至九年戦役従軍記章[17]
- 1923年（大正12年）7月31日 - 従六位[18]
- 1927年（昭和2年）11月29日 - 勲四等瑞宝章[19]
- 1927年（昭和3年）9月1日 - 正六位[20]
- 1932年（昭和8年）9月15日 - 従五位[21]
- 1933年（昭和9年）
  - 3月1日 - 満州帝国：大満洲国建国功労章[22]
  - 3月9日 - 勲三等瑞宝章[23]
  - 4月29日 - 旭日中綬章・昭和六年乃至九年事変従軍記章[24]
- 1938年（昭和13年）10月1日 - 正五位[25]
- 1940年（昭和15年）8月15日 - 紀元二千六百年祝典記念章[26]